# كيوتا-كو (سابورو)
كيوتا-كو (باليابانية: 清田区)هو حي في اليابان، يقع في سابورو، بلغ عدد سكانه 114,540 نسمة وذلك حسب إحصائيات سنة 2018، تبلغ مساحته 59.87 كيلومتر مربع.

## أعلام
- يوكي إيشيدا